# Toto Wolff
Torger Christian "Toto" Wolff, född 12 januari 1972 i Wien, är en österrikisk investerare och racerförare, som för närvarande är verkställande direktör för och delägare av Mercedes-Benz Motorsport och tidigare delägare i Williams F1. Toto äger 33% av Mercedes F1 team och ägde tidigare 15% av Williams F1. Toto är sedan september 2011 gift med racerföraren Susie Wolff.
Den amerikanska ekonomitidskriften Forbes rankade Wolff till att vara världens 2 564:e rikaste med en förmögenhet på en miljard amerikanska dollar för den 8 april 2023.